# Tvåtjärnarna (Bodsjö socken, Jämtland)
Tvåtjärnarna är en sjö i Bräcke kommun i Jämtland och ingår i Ljungans huvudavrinningsområde.